# 潘妙圓
潘妙圆（？—1359年），元朝女性人物，山阴（今浙江省绍兴市）人，徐允让的妻子。
元顺帝至正十九年（1359年），与其夫徐允让跟随公爹避兵乱逃到山谷之间。公爹被擒，徐允让哭着求乱兵放了父亲，被乱兵所杀。乱兵想要强辱潘氏。潘氏于是骗他们说：“我丈夫已经死了，我必从了你们。如果你们能焚烧了我丈夫的尸体，我就没有遗憾了。”乱兵信了，于是聚集柴薪焚烧其夫。火烧起来了，潘氏边哭边说，最后投火而死。